# Colgate-Palmolive Grand Prix 1977
Il Colgate-Palmolive Grand Prix 1977 fu una serie di tornei maschili di tennis, che includeva i quattro tornei del Grande Slam e tutti gli altri tornei del Grand Prix. Non erano invece inclusi i tornei del circuito WCT. Iniziò il 3 gennaio con l'Australian Open e si concluse l'8 gennaio 1978 con la finale del Masters.

## Calendario
Legenda
| Grande Slam                               |
| Grand Prix Masters                        |
| Six-star                                  |
| Five-star                                 |
| Four-star                                 |
| Three-star                                |
| Two-star                                  |
| One-star                                  |
| Torneo indipendente riconosciuto dall'ATP |
| Evento a squadre                          |

### Dicembre 1976
| Settimana   | Torneo                                                                                   | Vincitore                     | Finalista                 | Semifinalisti                 | Eliminati ai quarti                           |
| ----------- | ---------------------------------------------------------------------------------------- | ----------------------------- | ------------------------- | ----------------------------- | --------------------------------------------- |
| 26 dicembre | New South Wales Open 1976 Sydney, Australia 75 000 $ – Erba – 48S/24D Singolare - Doppio | Tony Roche 6-3 3-6 6-3 6-4    | Dick Stockton             | Guillermo Vilas Roscoe Tanner | Ross Case Phil Dent Ken Rosewall Hank Pfister |
| 26 dicembre | New South Wales Open 1976 Sydney, Australia 75 000 $ – Erba – 48S/24D Singolare - Doppio | Kim Warwick Syd Ball 6-3, 6-4 | Mark Edmondson John Marks | Guillermo Vilas Roscoe Tanner | Ross Case Phil Dent Ken Rosewall Hank Pfister |

### Gennaio
| Settimana  | Torneo | Vincitore                                 | Finalista                        | Semifinalisti                   | Eliminati ai quarti                                      |
| ---------- | --- | ----------------------------------------- | -------------------------------- | ------------------------------- | -------------------------------------------------------- |
| 3 gennaio  | Australian Open 1977 (gennaio) Melbourne, Australia Grande Slam 200 000 $ – Erba – 64S/32D Singolare - Doppio | Roscoe Tanner 6-3 6-3 6-3                 | Guillermo Vilas                  | John Alexander Ken Rosewall     | Ross Case Arthur Ashe Mark Edmondson Phil Dent           |
| 3 gennaio  | Australian Open 1977 (gennaio) Melbourne, Australia Grande Slam 200 000 $ – Erba – 64S/32D Singolare - Doppio | Arthur Ashe Tony Roche 6–4, 6–4           | Charlie Pasarell Erik Van Dillen | John Alexander Ken Rosewall     | Ross Case Arthur Ashe Mark Edmondson Phil Dent           |
| 10 gennaio | South Australian Open gennaio 1977 Adelaide, Australia 75 000 $ – Erba – 48S/24D Singolare - Doppio           | Victor Amaya 6-1 6-4 6-2                  | Brian Teacher                    | John Alexander Charlie Pasarell | Rolf Gehring Colin Dibley Dick Stockton Sherwood Stewart |
| 10 gennaio | South Australian Open gennaio 1977 Adelaide, Australia 75 000 $ – Erba – 48S/24D Singolare - Doppio           | Cliff Letcher Dick Stockton 6-3, 4-6, 6-4 | Syd Ball Kim Warwick             | John Alexander Charlie Pasarell | Rolf Gehring Colin Dibley Dick Stockton Sherwood Stewart |
| 10 gennaio | Benson & Hedges Open 1977 Auckland, Australia 25 000 $ – Cemento – S32/D16 Singolare - Doppio                 | Vijay Amritraj 7-6, 5-7, 6-1, 6-2         | Tim Wilkison                     | Richard Lewis Chris Lewis       | Peter McNamara Russell Simpson Ernie Ewert Rod Frawley   |
| 10 gennaio | Benson & Hedges Open 1977 Auckland, Australia 25 000 $ – Cemento – S32/D16 Singolare - Doppio                 | Russell Simpson Chris Lewis 7-6, 6-4      | Peter Langsford Jonathan Smith   | Richard Lewis Chris Lewis       | Peter McNamara Russell Simpson Ernie Ewert Rod Frawley   |
| 17 gennaio | Baltimore Open 1977 Baltimora, Stati Uniti Sintetico indoor – 32S/16D Singolare - Doppio                      | Brian Gottfried 6-3 7-6                   | Guillermo Vilas                  | Tom Gorman Jan Kodeš            | Ross Case Roger Taylor Billy Martin Christopher Mottram  |
| 17 gennaio | Baltimore Open 1977 Baltimora, Stati Uniti Sintetico indoor – 32S/16D Singolare - Doppio                      | Ion Țiriac Guillermo Vilas 6–3, 6–7, 6–4  | Ross Case Jan Kodeš              | Tom Gorman Jan Kodeš            | Ross Case Roger Taylor Billy Martin Christopher Mottram  |
| 23 gennaio | Pepsi Grand Slam 1977 Boca Raton, Stati Uniti 200 000 $ - Terra rossa – S4 Singolare                          | Björn Borg 6-4 5-7 6-3                    | Jimmy Connors                    | Adriano Panatta Manuel Orantes  |                                                          |
| 31 gennaio | Little Rock Open 1977 Little Rock, Stati Uniti 50 000 $ – Sintetico indoor – 32S/16D Singolare - Doppio       | Sandy Mayer 6-2 6-4                       | Haroon Rahim                     | Björn Borg Nick Saviano         | Peter Fleming Jiří Hřebec Colin Dibley Mike Machette     |
| 31 gennaio | Little Rock Open 1977 Little Rock, Stati Uniti 50 000 $ – Sintetico indoor – 32S/16D Singolare - Doppio       | Colin Dibley Haroon Rahim 6–7, 6–3, 6–3   | Bob Hewitt Frew McMillan         | Björn Borg Nick Saviano         | Peter Fleming Jiří Hřebec Colin Dibley Mike Machette     |

### Febbraio
| Settimana   | Torneo | Vincitore                                  | Finalista                     | Semifinalisti                  | Eliminati ai quarti                                         |
| ----------- | --- | ------------------------------------------ | ----------------------------- | ------------------------------ | ----------------------------------------------------------- |
| 2 febbraio  | Dayton Open 1977 Dayton, Stati Uniti 50 000 $ – Sintetico – 32S/16D Singolare - Doppio                         | Jeff Borowiak 6-3 6-3                      | Christopher Mottram           | Tom Gullikson Alex Metreveli   | Terry Moor Frank Gebert Sherwood Stewart Butch Walts        |
| 2 febbraio  | Dayton Open 1977 Dayton, Stati Uniti 50 000 $ – Sintetico – 32S/16D Singolare - Doppio                         | Hank Pfister Butch Walts 6-4, 7-6          | Jeff Borowiak Andrew Pattison | Tom Gullikson Alex Metreveli   | Terry Moor Frank Gebert Sherwood Stewart Butch Walts        |
| 7 febbraio  | Miami Open 1977 Miami, Stati Uniti 50 000 $ – Terra rossa – 32S/16D Singolare - Doppio                         | Eddie Dibbs 6-0 6-3                        | Raúl Ramírez                  | Brian Gottfried Harold Solomon | Tejmuraz Kakulija Alex Metreveli Lito Álvarez Cliff Letcher |
| 7 febbraio  | Miami Open 1977 Miami, Stati Uniti 50 000 $ – Terra rossa – 32S/16D Singolare - Doppio                         | Brian Gottfried Raúl Ramírez 7-5, 6-4      | Paul Kronk Cliff Letcher      | Brian Gottfried Harold Solomon | Tejmuraz Kakulija Alex Metreveli Lito Álvarez Cliff Letcher |
| 7 febbraio  | Springfield Open 1977 Springfield, Stati Uniti 50 000 $ – Sintetico indoor – 32S/16D Singolare - Doppio        | Guillermo Vilas 3-6 6-0 6-3                | Stan Smith                    | Gene Mayer Balázs Taróczy      | Peter Fleming Bob Hewitt Christopher Mottram Haroon Rahim   |
| 7 febbraio  | Springfield Open 1977 Springfield, Stati Uniti 50 000 $ – Sintetico indoor – 32S/16D Singolare - Doppio        | Bob Hewitt Frew McMillan 7–6, 6–2          | Ion Țiriac Guillermo Vilas    | Gene Mayer Balázs Taróczy      | Peter Fleming Bob Hewitt Christopher Mottram Haroon Rahim   |
| 14 febbraio | American Home Shield Tournament 1977 San Jose, Stati Uniti Cemento – 32S/16D Singolare - Doppio                | Jiří Hřebec 3-6 6-4 7-5                    | Sandy Mayer                   | Billy Martin Roy Emerson       | Tim Gullikson Steve Docherty Phil Dent Roscoe Tanner        |
| 14 febbraio | American Home Shield Tournament 1977 San Jose, Stati Uniti Cemento – 32S/16D Singolare - Doppio                | Bob Hewitt Frew McMillan 6-2, 6-3          | Tom Gorman Geoff Masters      | Billy Martin Roy Emerson       | Tim Gullikson Steve Docherty Phil Dent Roscoe Tanner        |
| 15 febbraio | Ocean City Open 1977 Ocean City, Stati Uniti 100 000 $ – Cemento – 32S/16D Singolare - Doppio                  | Vitas Gerulaitis 3-6 6-1 6-2               | Bob Lutz                      | Guillermo Vilas Ilie Năstase   | Ion Țiriac Cliff Richey Jan Kodeš Raymond Moore             |
| 15 febbraio | Ocean City Open 1977 Ocean City, Stati Uniti 100 000 $ – Cemento – 32S/16D Singolare - Doppio                  | Aleksandre Met'reveli Bill Scanlon 7-6 6-3 | John McEnroe Cliff Richey     | Guillermo Vilas Ilie Năstase   | Ion Țiriac Cliff Richey Jan Kodeš Raymond Moore             |
| 21 febbraio | Rancho Mirage Tennis Games 1977 Palm Springs, Stati Uniti 225 000 $ – Cemento – 64S/32D Singolare - Doppio     | Brian Gottfried 2-6 6-1 6-3                | Guillermo Vilas               | Bill Scanlon Raúl Ramírez      | Phil Dent Charlie Pasarell Harold Solomon Frew McMillan     |
| 21 febbraio | Rancho Mirage Tennis Games 1977 Palm Springs, Stati Uniti 225 000 $ – Cemento – 64S/32D Singolare - Doppio     | Bob Hewitt Frew McMillan 7–6, 7–6          | Marty Riessen Roscoe Tanner   | Bill Scanlon Raúl Ramírez      | Phil Dent Charlie Pasarell Harold Solomon Frew McMillan     |
| 28 febbraio | U.S. Indoor National Championships 1977 Memphis, USA 175 000 $ – Sintetico indoor – 64S/32D Singolare - Doppio | Björn Borg 6-4 6-3 4-6                     | Brian Gottfried               | Tom Gullikson Mark Cox         | Bob Lutz Fred McNair José Higueras Guillermo Vilas          |
| 28 febbraio | U.S. Indoor National Championships 1977 Memphis, USA 175 000 $ – Sintetico indoor – 64S/32D Singolare - Doppio | Sherwood Stewart Fred McNair 4-6, 7-6, 7-6 | Robert Lutz Stan Smith        | Tom Gullikson Mark Cox         | Bob Lutz Fred McNair José Higueras Guillermo Vilas          |

### Marzo
| Settimana | Torneo | Vincitore                              | Finalista                                       | Semifinalisti                    | Eliminati ai quarti                                               |
| --------- | --- | -------------------------------------- | ----------------------------------------------- | -------------------------------- | ----------------------------------------------------------------- |
| 8 marzo   | Hampton Grand Prix 1977 Hampton, Stati Uniti 50 000 $ – Sintetico indoor – 32S/16D Singolare - Doppio        | Sandy Mayer 4–6, 6–3, 6–2, 1–6, 6–3    | Stan Smith                                      | Jeff Borowiak Tom Gullikson      | Tim Gullikson Chico Hagey Željko Franulović Vladimír Zedník       |
| 8 marzo   | Hampton Grand Prix 1977 Hampton, Stati Uniti 50 000 $ – Sintetico indoor – 32S/16D Singolare - Doppio        | Sandy Mayer Stan Smith 6–4, 6–3        | Paul Kronk Cliff Letcher                        | Jeff Borowiak Tom Gullikson      | Tim Gullikson Chico Hagey Željko Franulović Vladimír Zedník       |
| 8 marzo   | Johannesburg Indoor 1977 Johannesburg, Sudafrica 150 000 $ – Cemento – 32S/16D Singolare - Doppio            |                                        | Björn Borg Guillermo Vilas Finale non disputata | Colin Dibley Christopher Mottram | Andrew Pattison Roger Taylor Robbie Venter Jürgen Fassbender      |
| 8 marzo   | Johannesburg Indoor 1977 Johannesburg, Sudafrica 150 000 $ – Cemento – 32S/16D Singolare - Doppio            | Bob Hewitt Frew McMillan 6-2, 6-0      | Charlie Pasarell Erik Van Dillen                | Colin Dibley Christopher Mottram | Andrew Pattison Roger Taylor Robbie Venter Jürgen Fassbender      |
| 14 marzo  | Scandanavian Championships 1977 Helsinki, Finlandia 50 000 $ – Sintetico indoor – 32S/16D Singolare - Doppio | Mark Cox 6-3 6-3                       | Kjell Johansson                                 | Ove Bengtson Jiří Granát         | Herve Gauvain John James John Lloyd Richard Lewis                 |
| 14 marzo  | Scandanavian Championships 1977 Helsinki, Finlandia 50 000 $ – Sintetico indoor – 32S/16D Singolare - Doppio | Jiří Hřebec Hans Kary 5-7, 7-6, 6-4    | David Lloyd John Lloyd                          | Ove Bengtson Jiří Granát         | Herve Gauvain John James John Lloyd Richard Lewis                 |
| 14 marzo  | Washington Indoor 1977 Washington, Stati Uniti 100 000 $ – Sintetico indoor – 32S/16D Singolare - Doppio     | Brian Gottfried 6-1 6-2                | Bob Lutz                                        | Tom Gorman Raúl Ramírez          | Jeff Borowiak John Whitlinger Stan Smith Sandy Mayer              |
| 14 marzo  | Washington Indoor 1977 Washington, Stati Uniti 100 000 $ – Sintetico indoor – 32S/16D Singolare - Doppio     | Robert Lutz Stan Smith 6–3, 7–5        | Brian Gottfried Raúl Ramírez                    | Tom Gorman Raúl Ramírez          | Jeff Borowiak John Whitlinger Stan Smith Sandy Mayer              |
| 21 marzo  | Cairo Open 1977 Il Cairo, Egitto 30 000 $ – Terra rossa – 16S/8D Singolare - Doppio                          | François Jauffret 6-3, 7-5, 6-4        | Frank Gebert                                    | Pat Du Pré Cliff Letcher         | Nicola Spear Paul Kronk Richard Lewis Brian Fairlie               |
| 21 marzo  | Cairo Open 1977 Il Cairo, Egitto 30 000 $ – Terra rossa – 16S/8D Singolare - Doppio                          | John Marks John Bartlett 7-5, 6-1, 6-3 | Pat Du Pré Chris Lewis                          | Pat Du Pré Cliff Letcher         | Nicola Spear Paul Kronk Richard Lewis Brian Fairlie               |
| 21 marzo  | La Costa Open 1977 La Costa, Stati Uniti 100 000 $ – Cemento – 64S/32D Singolare - Doppio                    | Brian Gottfried 6-3 6-2                | Marty Riessen                                   | Björn Borg Hank Pfister          | Tom Gorman Trey Waltke Roy Emerson Allan Stone                    |
| 21 marzo  | La Costa Open 1977 La Costa, Stati Uniti 100 000 $ – Cemento – 64S/32D Singolare - Doppio                    | Bob Hewitt Frew McMillan 6–4, 6–2      | Ray Ruffels Allan Stone                         | Björn Borg Hank Pfister          | Tom Gorman Trey Waltke Roy Emerson Allan Stone                    |
| 28 marzo  | Los Angeles Open 1977 Los Angeles, Stati Uniti 150 000 $ – Sintetico indoor – 64S/32D Singolare - Doppio     | Stan Smith 6-4 2-6 6-3                 | Brian Gottfried                                 | Roscoe Tanner Peter Fleming      | Cliff Richey Bob Lutz Jeff Borowiak Raúl Ramírez                  |
| 28 marzo  | Los Angeles Open 1977 Los Angeles, Stati Uniti 150 000 $ – Sintetico indoor – 64S/32D Singolare - Doppio     | Bob Hewitt Frew McMillan 6-3, 6-4      | Robert Lutz Stan Smith                          | Roscoe Tanner Peter Fleming      | Cliff Richey Bob Lutz Jeff Borowiak Raúl Ramírez                  |
| 28 marzo  | ATP Nizza 1977 Nizza, Francia 50 000 $ – Terra rossa – 32S/16D Singolare - Doppio                            | Björn Borg 6–4, 1–6, 6–2, 6–0          | Guillermo Vilas                                 | Víctor Pecci Balázs Taróczy      | Belus Prajoux François Jauffret Christophe Casa Hans Gildemeister |
| 28 marzo  | ATP Nizza 1977 Nizza, Francia 50 000 $ – Terra rossa – 32S/16D Singolare - Doppio                            | Ion Țiriac Guillermo Vilas 6-4, 6-1    | Chris Kachel Chris Lewis                        | Víctor Pecci Balázs Taróczy      | Belus Prajoux François Jauffret Christophe Casa Hans Gildemeister |

### Aprile
| Settimana | Torneo | Vincitore                                    | Finalista                          | Semifinalisti                 | Eliminati ai quarti                                                   |
| --------- | --- | -------------------------------------------- | ---------------------------------- | ----------------------------- | --------------------------------------------------------------------- |
| 4 aprile  | Tennis South Invitational 1977 Jackson, Stati Uniti 58 000 $ – Sintetico indoor – 16S/8D Singolare - Doppio   | Brian Teacher 6-3 6-3                        | Bill Scanlon                       | Ken Rosewall Cliff Richey     | Gene Mayer Andrew Pattison Billy Martin Bob Hewitt                    |
| 4 aprile  | Tennis South Invitational 1977 Jackson, Stati Uniti 58 000 $ – Sintetico indoor – 16S/8D Singolare - Doppio   | Bob Hewitt Frew McMillan 6–2, 7–6            | Phil Dent Ken Rosewall             | Ken Rosewall Cliff Richey     | Gene Mayer Andrew Pattison Billy Martin Bob Hewitt                    |
| 11 aprile | Murcia Open 1977 Murcia, Spagna 50 000 $ – Terra rossa – 32S/16D Singolare - Doppio                           | José Higueras 6-4 6-0 6-3                    | Christopher Mottram                | Frank Gebert Javier Soler     | François Jauffret Patrice Dominguez Jean Louis Haillet Patrick Proisy |
| 11 aprile | Murcia Open 1977 Murcia, Spagna 50 000 $ – Terra rossa – 32S/16D Singolare - Doppio                           | Patrice Dominguez François Jauffret 7-5, 6-2 | Patricio Cornejo Hans Gildemeister | Frank Gebert Javier Soler     | François Jauffret Patrice Dominguez Jean Louis Haillet Patrick Proisy |
| 14 aprile | ATP Buenos Aires aprile 1977 Buenos Aires, Argentina Terra rossa Singolare - Doppio                           | Guillermo Vilas 6-4 6-3 6-0                  | Wojciech Fibak                     | Paolo Bertolucci Ricardo Cano | Fernando Dalla-Fontana Ion Țiriac Balázs Taróczy Cliff Richey         |
| 14 aprile | ATP Buenos Aires aprile 1977 Buenos Aires, Argentina Terra rossa Singolare - Doppio                           | Wojciech Fibak Ion Țiriac 7-5 0-6 7-6        | Lito Álvarez Guillermo Vilas       | Paolo Bertolucci Ricardo Cano | Fernando Dalla-Fontana Ion Țiriac Balázs Taróczy Cliff Richey         |
| 18 aprile | Denver Open 1977 Denver, Stati Uniti 100 000 $ – Sintetico indoor – 32S/16D Singolare - Doppio                | Björn Borg 7-5 6-2                           | Brian Gottfried                    | Bob Hewitt Jim Delaney        | Peter Fleming Kim Warwick Colin Dibley Frew McMillan                  |
| 18 aprile | Denver Open 1977 Denver, Stati Uniti 100 000 $ – Sintetico indoor – 32S/16D Singolare - Doppio                | Colin Dibley Geoff Masters 6–2, 6–3          | Syd Ball Kim Warwick               | Bob Hewitt Jim Delaney        | Peter Fleming Kim Warwick Colin Dibley Frew McMillan                  |
| 18 aprile | ATP Firenze 1977 Firenze, Italia 30 000 $ - Terra rossa Singolare - Doppio                                    | Paolo Bertolucci 7-5, 6-2                    | John Feaver                        | Dick Crealy Víctor Pecci      | Belus Prajoux Hans Gildemeister Chris Lewis Richard Lewis             |
| 18 aprile | ATP Firenze 1977 Firenze, Italia 30 000 $ - Terra rossa Singolare - Doppio                                    | Russell Simpson Chris Lewis 2-6, 7-6, 6-2    | Iván Molina Jairo Velasco          | Dick Crealy Víctor Pecci      | Belus Prajoux Hans Gildemeister Chris Lewis Richard Lewis             |
| 19 aprile | Virginia Beach Open 1977 Virginia Beach, Stati Uniti 100 000 $ - Terra rossa - 16S/4D Singolare - Doppio      | Guillermo Vilas 6-2 4-6 6-2                  | Ilie Năstase                       | Vitas Gerulaitis John McEnroe | Balázs Taróczy Ray Ruffels Raymond Moore Bob Lutz                     |
| 19 aprile | Virginia Beach Open 1977 Virginia Beach, Stati Uniti 100 000 $ - Terra rossa - 16S/4D Singolare - Doppio      | Patrice Dominguez Ray Ruffels 6-4 6-3        | Francisco González John McEnroe    | Vitas Gerulaitis John McEnroe | Balázs Taróczy Ray Ruffels Raymond Moore Bob Lutz                     |
| 25 aprile | Alan King Tennis Classic 1977 Las Vegas, Stati Uniti 250 000 $ - Cemento - 32S/16D Singolare - Doppio         | Jimmy Connors 6-4 5-7 6-2                    | Raúl Ramírez                       | Bob Hewitt Colin Dibley       | Stan Smith John Alexander Jaime Fillol Marty Riessen                  |
| 25 aprile | Alan King Tennis Classic 1977 Las Vegas, Stati Uniti 250 000 $ - Cemento - 32S/16D Singolare - Doppio         | Robert Lutz Stan Smith 6–3, 3–6, 6–4         | Bob Hewitt Raúl Ramírez            | Bob Hewitt Colin Dibley       | Stan Smith John Alexander Jaime Fillol Marty Riessen                  |
| 26 aprile | Internazionali di Tennis di Baviera 1977 Monaco di Baviera, Germania Terra rossa – 32S/16D Singolare - Doppio | Željko Franulović 6-1 6-1 6-7                | Víctor Pecci                       | José Higueras Dick Crealy     | Patrick Proisy Hans Gildemeister Iván Molina Niki Pilic               |
| 26 aprile | Internazionali di Tennis di Baviera 1977 Monaco di Baviera, Germania Terra rossa – 32S/16D Singolare - Doppio | František Pála Balázs Taróczy 6-3, 6-4       | Nikki Spear John Whitlinger        | José Higueras Dick Crealy     | Patrick Proisy Hans Gildemeister Iván Molina Niki Pilic               |

### Maggio
| Settimana | Torneo | Vincitore                                        | Finalista                    | Semifinalisti                         | Eliminati ai quarti                                         |
| --------- | --- | ------------------------------------------------ | ---------------------------- | ------------------------------------- | ----------------------------------------------------------- |
| 9 maggio  | ATP German Open 1977 Amburgo, Germania dell'Ovest 125 000 $ – Terra rossa – 64S/32D Singolare - Doppio                     | Paolo Bertolucci 6-3, 4-6, 6-2, 6-3              | Manuel Orantes               | Christopher Mottram Jaime Fillol      | Guillermo Vilas Colin Dowdeswell Werner Zirngibl Bob Hewitt |
| 9 maggio  | ATP German Open 1977 Amburgo, Germania dell'Ovest 125 000 $ – Terra rossa – 64S/32D Singolare - Doppio                     | Bob Hewitt Karl Meiler 3-6, 6-3, 6-4, 6-4        | Phil Dent Kim Warwick        | Christopher Mottram Jaime Fillol      | Guillermo Vilas Colin Dowdeswell Werner Zirngibl Bob Hewitt |
| 16 maggio | Düsseldorf Grand Prix 1977 Düsseldorf, Germania Terra rossa – 32S/16D Singolare - Doppio                                   | Wojciech Fibak 6-1 5-7 6-2                       | Raymond Moore                | Jürgen Fassbender Christopher Mottram | Ismail El Shafei Jaime Fillol Jeff Borowiak Iván Molina     |
| 16 maggio | Düsseldorf Grand Prix 1977 Düsseldorf, Germania Terra rossa – 32S/16D Singolare - Doppio                                   | Jürgen Fassbender Karl Meiler 6–3, 6–3           | Paul Kronk Cliff Letcher     | Jürgen Fassbender Christopher Mottram | Ismail El Shafei Jaime Fillol Jeff Borowiak Iván Molina     |
| 16 maggio | Internazionali d'Italia 1977 Roma, Italia 131 250 $ – Terra rossa – 64S/32D Singolare - Doppio                             | Vitas Gerulaitis 6–2, 7–6, 3–6, 7–6              | Antonio Zugarelli            | Brian Gottfried Phil Dent             | Adriano Panatta Kim Warwick Ilie Năstase Víctor Pecci       |
| 16 maggio | Internazionali d'Italia 1977 Roma, Italia 131 250 $ – Terra rossa – 64S/32D Singolare - Doppio                             | Brian Gottfried Raúl Ramírez 6–7, 7–6, 7–5       | Fred McNair Sherwood Stewart | Brian Gottfried Phil Dent             | Adriano Panatta Kim Warwick Ilie Năstase Víctor Pecci       |
| 23 maggio | Open di Francia 1977 Parigi, Francia Grande Slam 330 000 $ – Terra rossa – 128S/64D/24XD Singolare - Doppio - Doppio misto | Guillermo Vilas 6-0 6-3 6-0                      | Brian Gottfried              | Phil Dent Raúl Ramírez                | Ilie Năstase José Higueras Wojciech Fibak Adriano Panatta   |
| 23 maggio | Open di Francia 1977 Parigi, Francia Grande Slam 330 000 $ – Terra rossa – 128S/64D/24XD Singolare - Doppio - Doppio misto | Brian Gottfried Raúl Ramírez 7–6, 4–6, 6–3, 6–4  | Wojciech Fibak Jan Kodeš     | Phil Dent Raúl Ramírez                | Ilie Năstase José Higueras Wojciech Fibak Adriano Panatta   |
| 23 maggio | Open di Francia 1977 Parigi, Francia Grande Slam 330 000 $ – Terra rossa – 128S/64D/24XD Singolare - Doppio - Doppio misto | Doppio misto: Mary Carillo John McEnroe 7–6, 6–3 | Florența Mihai Iván Molina   | Phil Dent Raúl Ramírez                | Ilie Năstase José Higueras Wojciech Fibak Adriano Panatta   |

### Giugno
| Settimana | Torneo | Vincitore                                                     | Finalista                 | Semifinalisti                 | Eliminati ai quarti                                                      |
| --------- | --- | ------------------------------------------------------------- | ------------------------- | ----------------------------- | ------------------------------------------------------------------------ |
| 6 giugno  | Brussels Outdoor 1977 Bruxelles, Belgio 75 000 $ – Terra rossa – 48S/24D Singolare - Doppio                                            | Harold Solomon 7–5, 3–6, 2–6, 6–3, 6–4                        | Karl Meiler               | Balázs Taróczy Niki Pilic     | Jean-François Caujolle Željko Franulović Antonio Muñoz Jürgen Fassbender |
| 6 giugno  | Brussels Outdoor 1977 Bruxelles, Belgio 75 000 $ – Terra rossa – 48S/24D Singolare - Doppio                                            | Željko Franulović Niki Pilic e František Pála Balázs Taróczy  |                           | Balázs Taróczy Niki Pilic     | Jean-François Caujolle Željko Franulović Antonio Muñoz Jürgen Fassbender |
| 6 giugno  | Nottingham John Player 1977 Nottingham, Gran Bretagna 100 000 $ – Erba – 64S/32D Singolare - Doppio                                    | Tim Gullikson Jaime Fillol Titolo condiviso                   |                           | Roscoe Tanner Stan Smith      | Bob Lutz Dick Stockton Raúl Ramírez Brian Gottfried                      |
| 6 giugno  | Nottingham John Player 1977 Nottingham, Gran Bretagna 100 000 $ – Erba – 64S/32D Singolare - Doppio                                    | Informazione non disponibile                                  |                           | Roscoe Tanner Stan Smith      | Bob Lutz Dick Stockton Raúl Ramírez Brian Gottfried                      |
| 13 giugno | Berlin Open 1977 Berlino, Germania 50 000 $ – Terra rossa – 32S/16D Singolare - Doppio                                                 | Paolo Bertolucci 6-4 5-7 4-6 6-2 6-4                          | Jiří Hřebec               | Víctor Pecci Steve Krulevitz  | Jürgen Fassbender François Jauffret Patrick Proisy José Higueras         |
| 13 giugno | Berlin Open 1977 Berlino, Germania 50 000 $ – Terra rossa – 32S/16D Singolare - Doppio                                                 | Hans Gildemeister Belus Prajoux e Pavel Hutka Vladimír Zedník |                           | Víctor Pecci Steve Krulevitz  | Jürgen Fassbender François Jauffret Patrick Proisy José Higueras         |
| 13 giugno | Queen's Club Championships 1977 Londra, Gran Bretagna 100 000 $ – Erba – 64S/32D Singolare - Doppio                                    | Raúl Ramírez 9-7 7-5                                          | Mark Cox                  | Brian Gottfried Hank Pfister  | Jim Delaney Adriano Panatta Roscoe Tanner Colin Dibley                   |
| 13 giugno | Queen's Club Championships 1977 Londra, Gran Bretagna 100 000 $ – Erba – 64S/32D Singolare - Doppio                                    | Anand Amritraj Vijay Amritraj 6–1, 6–2                        | John Lloyd David Lloyd    | Brian Gottfried Hank Pfister  | Jim Delaney Adriano Panatta Roscoe Tanner Colin Dibley                   |
| 20 giugno | Torneo di Wimbledon 1977 Wimbledon, Gran Bretagna Grande Slam 198 645 $ – Erba – 128S/128Q/64D/40Q/48XD/24Q Singolare - Doppio - Misto | Björn Borg 3-6 6-2 6-1 5-7 6-4                                | Jimmy Connors             | John McEnroe Vitas Gerulaitis | Byron Bertram Phil Dent Billy Martin Ilie Năstase                        |
| 20 giugno | Torneo di Wimbledon 1977 Wimbledon, Gran Bretagna Grande Slam 198 645 $ – Erba – 128S/128Q/64D/40Q/48XD/24Q Singolare - Doppio - Misto | Ross Case Geoff Masters 6-3 6-4 3-6 8-9 4-7 6-4               | John Alexander Phil Dent  | John McEnroe Vitas Gerulaitis | Byron Bertram Phil Dent Billy Martin Ilie Năstase                        |
| 20 giugno | Torneo di Wimbledon 1977 Wimbledon, Gran Bretagna Grande Slam 198 645 $ – Erba – 128S/128Q/64D/40Q/48XD/24Q Singolare - Doppio - Misto | Doppio misto: Bob Hewitt Greer Stevens 3-6 7-5 6-4            | Frew McMillan Betty Stöve | John McEnroe Vitas Gerulaitis | Byron Bertram Phil Dent Billy Martin Ilie Năstase                        |

### Luglio
| Settimana | Torneo | Vincitore                                    | Finalista                            | Semifinalisti                    | Eliminati ai quarti                                              |
| --------- | --- | -------------------------------------------- | ------------------------------------ | -------------------------------- | ---------------------------------------------------------------- |
| 3 luglio  | Swedish Open 1977 Båstad, Svezia 75 000 $ – Terra rossa – 32S/16D Singolare - Doppio                        | Corrado Barazzutti 7-6 6-7 6-2               | Balázs Taróczy                       | Antonio Zugarelli Kim Warwick    | Wojciech Fibak Christopher Mottram Mark Edmondson Nikki Spear    |
| 3 luglio  | Swedish Open 1977 Båstad, Svezia 75 000 $ – Terra rossa – 32S/16D Singolare - Doppio                        | Mark Edmondson John Marks 6-4, 6-0           | Jean-Louis Haillet François Jauffret | Antonio Zugarelli Kim Warwick    | Wojciech Fibak Christopher Mottram Mark Edmondson Nikki Spear    |
| 3 luglio  | Swiss Open Gstaad 1977 Gstaad, Svizzera 75 000 $ – Terra rossa – 32S/16D Singolare - Doppio                 | Jeff Borowiak 2-6 6-1 6-3                    | Jean-François Caujolle               | Frank Gebert Tomáš Šmíd          | Jürgen Fassbender Víctor Pecci David Schneider Željko Franulović |
| 3 luglio  | Swiss Open Gstaad 1977 Gstaad, Svizzera 75 000 $ – Terra rossa – 32S/16D Singolare - Doppio                 | Jürgen Fassbender Karl Meiler 6-4, 7-6       | Colin Dowdeswell Bob Hewitt          | Frank Gebert Tomáš Šmíd          | Jürgen Fassbender Víctor Pecci David Schneider Željko Franulović |
| 4 luglio  | Hall of Fame Tennis Championships 1977 Newport, USA 50 000 $ – Erba – 32S/16D Singolare - Doppio            | Tim Gullikson 6-4 6-4 5-7                    | Hank Pfister                         | Ismail El Shafei Andrew Pattison | John James Matt Mitchell Butch Seewagen Anand Amritraj           |
| 4 luglio  | Hall of Fame Tennis Championships 1977 Newport, USA 50 000 $ – Erba – 32S/16D Singolare - Doppio            | Ismail El Shafei Brian Fairlie 6-7, 6-3, 7-6 | Tim Gullikson Tom Gullikson          | Ismail El Shafei Andrew Pattison | John James Matt Mitchell Butch Seewagen Anand Amritraj           |
| 11 luglio | Cincinnati Open 1977 Cincinnati, Stati Uniti 100 000 $ – Terra rossa – 64S/32D Singolare - Doppio           | Harold Solomon 6-2 6-3                       | Mark Cox                             | John Alexander Rick Fagel        | Terry Moor John James Ismail El Shafei John McEnroe              |
| 11 luglio | Cincinnati Open 1977 Cincinnati, Stati Uniti 100 000 $ – Terra rossa – 64S/32D Singolare - Doppio           | John Alexander Phil Dent 6-3, 7-6            | Bob Hewitt Roscoe Tanner             | John Alexander Rick Fagel        | Terry Moor John James Ismail El Shafei John McEnroe              |
| 11 luglio | Austrian Open 1977 Kitzbühel, Austria 75 000 $ – Terra rossa – 32S/16D Singolare - Doppio                   | Guillermo Vilas 5–7, 6–2, 4–6, 6–3, 6–2      | Jan Kodeš                            | Željko Franulović Karl Meiler    | Christopher Mottram Bob Lutz Janos Benyik Tomáš Šmíd             |
| 11 luglio | Austrian Open 1977 Kitzbühel, Austria 75 000 $ – Terra rossa – 32S/16D Singolare - Doppio                   | Buster Mottram Roger Taylor 7-6, 6-4         | Colin Dowdeswell Chris Kachel        | Željko Franulović Karl Meiler    | Christopher Mottram Bob Lutz Janos Benyik Tomáš Šmíd             |
| 12 luglio | Dutch Open 1977 Hilversum, Paesi Bassi 75 000 $ – Terra rossa – 32S/16D Singolare - Doppio                  | Patrick Proisy 6-0 6-2 6-0                   | Lito Álvarez                         | Colin Dibley Onny Parun          | José Higueras Kim Warwick François Jauffret Louk Sanders         |
| 12 luglio | Dutch Open 1977 Hilversum, Paesi Bassi 75 000 $ – Terra rossa – 32S/16D Singolare - Doppio                  | José Higueras Antonio Muñoz 6-1 6-4 2-6 6-1  | Jean-Louis Haillet François Jauffret | Colin Dibley Onny Parun          | José Higueras Kim Warwick François Jauffret Louk Sanders         |
| 18 luglio | Washington Open 1977 Washington, Stati Uniti 125 000 $ – Terra rossa – 64S/32D Singolare - Doppio           | Guillermo Vilas 6-4 7-5                      | Brian Gottfried                      | Eddie Dibbs Harold Solomon       | Ricardo Cano Hans Gildemeister John Alexander Raymond Moore      |
| 18 luglio | Washington Open 1977 Washington, Stati Uniti 125 000 $ – Terra rossa – 64S/32D Singolare - Doppio           | John Alexander Phil Dent 7-5, 7-5            | Fred McNair Sherwood Stewart         | Eddie Dibbs Harold Solomon       | Ricardo Cano Hans Gildemeister John Alexander Raymond Moore      |
| 25 luglio | Louisville Open 1977 Louisville, Stati Uniti 125 000 $ – Terra rossa – 64S/32D Singolare - Doppio           | Guillermo Vilas 1-6 6-0 6-1                  | Eddie Dibbs                          | Phil Dent Hans Gildemeister      | Ion Țiriac Dick Stockton Víctor Pecci Bernie Mitton              |
| 25 luglio | Louisville Open 1977 Louisville, Stati Uniti 125 000 $ – Terra rossa – 64S/32D Singolare - Doppio           | John Alexander Phil Dent 6–1, 6–4            | Chris Kachel Cliff Letcher           | Phil Dent Hans Gildemeister      | Ion Țiriac Dick Stockton Víctor Pecci Bernie Mitton              |
| 31 luglio | South Orange Open 1977 South Orange, Stati Uniti 75 000 $ – Terra rossa – 32S/16D Singolare - Doppio        | Guillermo Vilas 6-4 6-1                      | Roscoe Tanner                        | John McEnroe Raymond Moore       | Jeff Borowiak Jaime Fillol Bernie Mitton Željko Franulović       |
| 31 luglio | South Orange Open 1977 South Orange, Stati Uniti 75 000 $ – Terra rossa – 32S/16D Singolare - Doppio        | Colin Dibley Wojciech Fibak 6–1, 7–5         | Ion Țiriac Guillermo Vilas           | John McEnroe Raymond Moore       | Jeff Borowiak Jaime Fillol Bernie Mitton Željko Franulović       |
| 31 luglio | ATP Volvo International 1977 North Conway, Stati Uniti 125 000 $ – Terra rossa – 64S/32D Singolare - Doppio | John Alexander 2-6 6-4 6-4                   | Manuel Orantes                       | Harold Solomon Eddie Dibbs       | Jimmy Connors Steve Krulevitz Ken Rosewall Brian Gottfried       |
| 31 luglio | ATP Volvo International 1977 North Conway, Stati Uniti 125 000 $ – Terra rossa – 64S/32D Singolare - Doppio | Brian Gottfried Raúl Ramírez 7–5, 6–3        | Fred McNair Sherwood Stewart         | Harold Solomon Eddie Dibbs       | Jimmy Connors Steve Krulevitz Ken Rosewall Brian Gottfried       |

### Agosto
| Settimana | Torneo | Vincitore                                   | Finalista                         | Semifinalisti                     | Eliminati ai quarti                                          |
| --------- | --- | ------------------------------------------- | --------------------------------- | --------------------------------- | ------------------------------------------------------------ |
| 8 agosto  | Columbus Open 1977 Columbus, Ohio, Stati Uniti 125 000 $ – Terra rossa – 64S/32D Singolare - Doppio                        | Guillermo Vilas 6-2 6-1                     | Brian Gottfried                   | Raúl Ramírez Billy Martin         | Bob Lutz Jeff Borowiak Sherwood Stewart Tim Gullikson        |
| 8 agosto  | Columbus Open 1977 Columbus, Ohio, Stati Uniti 125 000 $ – Terra rossa – 64S/32D Singolare - Doppio                        | Robert Lutz Stan Smith 4–6, 7–5, 6–2        | Peter Fleming Gene Mayer          | Raúl Ramírez Billy Martin         | Bob Lutz Jeff Borowiak Sherwood Stewart Tim Gullikson        |
| 8 agosto  | U.S. Men's Clay Court Championships 1977 Indianapolis, Indiana, USA 125 000 $ – Terra rossa – 64S/32D Singolare - Doppio   | Manuel Orantes 6-1 6-3                      | Jimmy Connors                     | Phil Dent Balázs Taróczy          | Dick Stockton John McEnroe Harold Solomon Terry Moor         |
| 8 agosto  | U.S. Men's Clay Court Championships 1977 Indianapolis, Indiana, USA 125 000 $ – Terra rossa – 64S/32D Singolare - Doppio   | Patricio Cornejo Jaime Fillol 6-7, 6-4, 6-3 | Dick Crealy Cliff Letcher         | Phil Dent Balázs Taróczy          | Dick Stockton John McEnroe Harold Solomon Terry Moor         |
| 16 agosto | Canada Open 1977 Montréal, Canada 125 000 $ – Terra rossa – 64S/32D Singolare - Doppio                                     | Jeff Borowiak 6-0 6-1                       | Jaime Fillol                      | John Alexander Phil Dent          | Colin Dibley Ricardo Cano Christopher Mottram Manuel Orantes |
| 16 agosto | Canada Open 1977 Montréal, Canada 125 000 $ – Terra rossa – 64S/32D Singolare - Doppio                                     | Bob Hewitt Raúl Ramírez 6-4, 3-6, 6-2       | Fred McNair Sherwood Stewart      | John Alexander Phil Dent          | Colin Dibley Ricardo Cano Christopher Mottram Manuel Orantes |
| 23 agosto | U.S. Pro Tennis Championships 1977 Boston, Massachusetts, Stati Uniti 125 000 $ – Terra rossa – 64S/32D Singolare - Doppio | Manuel Orantes 7-6 7-5 6-4                  | Eddie Dibbs                       | Wojciech Fibak Jaime Fillol       | Jimmy Connors Dick Stockton Iván Molina Patricio Cornejo     |
| 23 agosto | U.S. Pro Tennis Championships 1977 Boston, Massachusetts, Stati Uniti 125 000 $ – Terra rossa – 64S/32D Singolare - Doppio | Robert Lutz Stan Smith 6-3, 6-4             | Brian Gottfried Bob Hewitt        | Wojciech Fibak Jaime Fillol       | Jimmy Connors Dick Stockton Iván Molina Patricio Cornejo     |
| 31 agosto | US Open 1977 New York, Stati Uniti Grande Slam 250 000 $ – Terra rossa – 128S/64D/32XD Singolare - Doppio - Doppio misto   | Guillermo Vilas 2-6 6-3 7-6 6-0             | Jimmy Connors                     | Harold Solomon Corrado Barazzutti | Dick Stockton Raymond Moore Brian Gottfried Manuel Orantes   |
| 31 agosto | US Open 1977 New York, Stati Uniti Grande Slam 250 000 $ – Terra rossa – 128S/64D/32XD Singolare - Doppio - Doppio misto   | Bob Hewitt Frew McMillan 6–4, 6–0           | Brian Gottfried Raúl Ramírez      | Harold Solomon Corrado Barazzutti | Dick Stockton Raymond Moore Brian Gottfried Manuel Orantes   |
| 31 agosto | US Open 1977 New York, Stati Uniti Grande Slam 250 000 $ – Terra rossa – 128S/64D/32XD Singolare - Doppio - Doppio misto   | Betty Stöve Frew McMillan 6–2, 3–6, 6–3     | Billie Jean King Vitas Gerulaitis | Harold Solomon Corrado Barazzutti | Dick Stockton Raymond Moore Brian Gottfried Manuel Orantes   |

### Settembre
| Settimana    | Torneo | Vincitore                                              | Finalista                      | Semifinalisti                | Eliminati ai quarti                                                 |
| ------------ | --- | ------------------------------------------------------ | ------------------------------ | ---------------------------- | ------------------------------------------------------------------- |
| 14 settembre | Laguna Niguel Classic 1977 Laguna Niguel, Stati Uniti 19 500 $ - Cemento - 16S/8D Singolare - Doppio                          | Andrew Pattison 6-4, 6-1                               | Colin Dibley                   | Trey Waltke Tom Leonard      | John Lloyd Russell Simpson Brian Teacher Peter Fleming              |
| 14 settembre | Laguna Niguel Classic 1977 Laguna Niguel, Stati Uniti 19 500 $ - Cemento - 16S/8D Singolare - Doppio                          | Billy Martin Chico Hagey 6-3, 6-4                      | Peter Fleming Trey Waltke      | Trey Waltke Tom Leonard      | John Lloyd Russell Simpson Brian Teacher Peter Fleming              |
| 13 settembre | ATP World of Doubles 1977 Woodlands, Stati Uniti 125 000 $ – Cemento – D32 Doppio                                             | Tom Okker Marty Riessen 3–6, 6–3, 6–3, 4–6, 6–1        | Tim Gullikson Tom Gullikson    |                              |                                                                     |
| 19 settembre | Southern Californian Championships 1977 Los Angeles, California, Stati Uniti 100 000 $ – Cemento – S64/D32 Singolare - Doppio | Raúl Ramírez 7-5 3-6 6-4                               | Brian Gottfried                | Eddie Dibbs Manuel Orantes   | Sashi Menon Cliff Drysdale Eliot Teltscher Tom Leonard              |
| 19 settembre | Southern Californian Championships 1977 Los Angeles, California, Stati Uniti 100 000 $ – Cemento – S64/D32 Singolare - Doppio | Sandy Mayer Frew McMillan 6-2, 6-3                     | Tom Leonard Mike Machette      | Eddie Dibbs Manuel Orantes   | Sashi Menon Cliff Drysdale Eliot Teltscher Tom Leonard              |
| 19 settembre | Coupe Poree 1977 Parigi, Francia 50 000 $ – Terra rossa – S32/D16 Singolare - Doppio                                          | Guillermo Vilas 6-2 6-1 7-6                            | Christophe Roger-Vasselin      | Patrick Proisy José Higueras | Hans Gildemeister Paolo Bertolucci Corrado Barazzutti Georges Goven |
| 19 settembre | Coupe Poree 1977 Parigi, Francia 50 000 $ – Terra rossa – S32/D16 Singolare - Doppio                                          | Christophe Roger-Vasselin Jacques Thamin 6-2, 4-6, 6-3 | Ilie Năstase Ion Țiriac        | Patrick Proisy José Higueras | Hans Gildemeister Paolo Bertolucci Corrado Barazzutti Georges Goven |
| 26 settembre | Aix-en-Provence Open 1977 Parigi, Francia 50 000 $ – Terra rossa – S32/D16 Singolare - Doppio                                 | Ilie Năstase 6–1, 7–5 ritiro                           | Guillermo Vilas                | Éric Deblicker Georges Goven | José Higueras Antonio Zugarelli Hans Gildemeister Željko Franulović |
| 26 settembre | Aix-en-Provence Open 1977 Parigi, Francia 50 000 $ – Terra rossa – S32/D16 Singolare - Doppio                                 | Ilie Năstase Ion Țiriac 7–5, 7–6                       | Patrice Dominguez Rolf Norberg | Éric Deblicker Georges Goven | José Higueras Antonio Zugarelli Hans Gildemeister Željko Franulović |
| 26 settembre | Pacific Coast Championships 1977 San Francisco, California, USA 125 000 $ – Sintetico – S64/D32 Singolare - Doppio            | Butch Walts 4-6 6-3 7-5                                | Brian Gottfried                | Dick Stockton Peter Fleming  | Marty Riessen Bob Lutz Harold Solomon John McEnroe                  |
| 26 settembre | Pacific Coast Championships 1977 San Francisco, California, USA 125 000 $ – Sintetico – S64/D32 Singolare - Doppio            | Marty Riessen Dick Stockton 6-4, 1-6, 6-4              | Fred McNair Sherwood Stewart   | Dick Stockton Peter Fleming  | Marty Riessen Bob Lutz Harold Solomon John McEnroe                  |

### Ottobre
| Settimana  | Torneo                                                                                                 | Vincitore                                   | Finalista                        | Semifinalisti                      | Eliminati ai quarti                                              |
| ---------- | --- | ------------------------------------------- | -------------------------------- | ---------------------------------- | ---------------------------------------------------------------- |
| 3 ottobre  | Hawaiian Open 1977 Maui, Hawaii, Stati Uniti 100 000 $ – Cemento – S32/D16 Singolare - Doppio          | Jimmy Connors 6-2 6-0                       | Brian Gottfried                  | Raúl Ramírez John Lloyd            | Harold Solomon Sandy Mayer Douglas Palm Stan Smith               |
| 3 ottobre  | Hawaiian Open 1977 Maui, Hawaii, Stati Uniti 100 000 $ – Cemento – S32/D16 Singolare - Doppio          | Robert Lutz Stan Smith 7–6, 6–4             | Brian Gottfried Raúl Ramírez     | Raúl Ramírez John Lloyd            | Harold Solomon Sandy Mayer Douglas Palm Stan Smith               |
| 3 ottobre  | Aryamehr Cup 1977 Teheran, Iran 150 000 $ – Terra rossa – S64/D32 Singolare - Doppio                   | Guillermo Vilas 6-2 6-4 1-6 6-1             | Eddie Dibbs                      | Wojciech Fibak Manuel Orantes      | Christopher Mottram Hans Gildemeister Paul McNamee Mike Fishbach |
| 3 ottobre  | Aryamehr Cup 1977 Teheran, Iran 150 000 $ – Terra rossa – S64/D32 Singolare - Doppio                   | Ion Țiriac Guillermo Vilas 1-6, 6-1, 6-4    | Bob Hewitt Frew McMillan         | Wojciech Fibak Manuel Orantes      | Christopher Mottram Hans Gildemeister Paul McNamee Mike Fishbach |
| 10 ottobre | South Pacific Tennis Classic 1977 Brisbane, Australia 100 000 $ – Erba – S64/D32 Singolare - Doppio    | Vitas Gerulaitis 6-7 6-1 6-1                | Tony Roche                       | Hank Pfister Ken Rosewall          | Nick Saviano Bill Scanlon Kim Warwick Jürgen Fassbender          |
| 10 ottobre | South Pacific Tennis Classic 1977 Brisbane, Australia 100 000 $ – Erba – S64/D32 Singolare - Doppio    | Vitas Gerulaitis Bill Scanlon 7-6, 6-4      | Malcolm J. Anderson Ken Rosewall | Hank Pfister Ken Rosewall          | Nick Saviano Bill Scanlon Kim Warwick Jürgen Fassbender          |
| 10 ottobre | Madrid Tennis Grand Prix 1977 Madrid, Spagna 100 000 $ – Terra rossa – S64/D32 Singolare - Doppio      | Björn Borg 6-3, 6-0, 6-7, 7-6               | Jaime Fillol                     | Paolo Bertolucci Eddie Dibbs       | Tomáš Šmíd Manuel Orantes Wojciech Fibak José Higueras           |
| 10 ottobre | Madrid Tennis Grand Prix 1977 Madrid, Spagna 100 000 $ – Terra rossa – S64/D32 Singolare - Doppio      | Bob Hewitt Frew McMillan 6-7, 7-6, 6-3, 6-1 | Antonio Muñoz Manuel Orantes     | Paolo Bertolucci Eddie Dibbs       | Tomáš Šmíd Manuel Orantes Wojciech Fibak José Higueras           |
| 17 ottobre | Torneo Godó 1977 Barcellona, Spagna Terra rossa – S64/D32 Singolare - Doppio                           | Björn Borg 6-2 7-5 6-2                      | Manuel Orantes                   | Eddie Dibbs Wojciech Fibak         | José Higueras Jan Kodeš Balázs Taróczy Jiří Granát               |
| 17 ottobre | Torneo Godó 1977 Barcellona, Spagna Terra rossa – S64/D32 Singolare - Doppio                           | Wojciech Fibak Jan Kodeš 6-0, 6-4           | Bob Hewitt Frew McMillan         | Eddie Dibbs Wojciech Fibak         | José Higueras Jan Kodeš Balázs Taróczy Jiří Granát               |
| 17 ottobre | Australian Indoor Championships 1977 Sydney, Australia 50 000 $ – Cemento – S32/D16 Singolare - Doppio | Jimmy Connors 7-5 6-4 6-2                   | Ken Rosewall                     | Nick Saviano Vitas Gerulaitis      | Tony Roche Colin Dibley Hank Pfister Phil Dent                   |
| 17 ottobre | Australian Indoor Championships 1977 Sydney, Australia 50 000 $ – Cemento – S32/D16 Singolare - Doppio | John Newcombe Tony Roche 6–7, 6–3, 6–1      | Ross Case Geoff Masters          | Nick Saviano Vitas Gerulaitis      | Tony Roche Colin Dibley Hank Pfister Phil Dent                   |
| 24 ottobre | West Coast Classic 1977 Perth, Australia 50 000 $ – Sintetico indoor – S32/D16 Singolare - Doppio      | Vitas Gerulaitis 6-3 6-4 6-2                | Geoff Masters                    | Hank Pfister Tony Roche            | Richard Lewis Tim Wilkison Harold Solomon Jiří Hřebec            |
| 24 ottobre | West Coast Classic 1977 Perth, Australia 50 000 $ – Sintetico indoor – S32/D16 Singolare - Doppio      | Ray Ruffels Allan Stone 6-2, 6-1            | Nick Saviano John Whitlinger     | Hank Pfister Tony Roche            | Richard Lewis Tim Wilkison Harold Solomon Jiří Hřebec            |
| 24 ottobre | Vienna Open 1977 Vienna, Austria 50 000 $ – Cemento indoor – S32/D16 Singolare - Doppio                | Brian Gottfried 6-1 6-1                     | Wojciech Fibak                   | Sandy Mayer Hans Kary              | Tomáš Šmíd Balázs Taróczy Byron Bertram Bob Hewitt               |
| 24 ottobre | Vienna Open 1977 Vienna, Austria 50 000 $ – Cemento indoor – S32/D16 Singolare - Doppio                | Bob Hewitt Frew McMillan 6–4, 6–3           | Wojciech Fibak Jan Kodeš         | Sandy Mayer Hans Kary              | Tomáš Šmíd Balázs Taróczy Byron Bertram Bob Hewitt               |
| 25 ottobre | Swiss Indoors 1977 Basilea, Svizzera 30 000 $ – Sintetico indoor – S32/D16 Singolare - Doppio          | Björn Borg 6-4 6-2 6-3                      | John Lloyd                       | Erik Van Dillen Jaime Fillol       | Heinz Günthardt Jeff Borowiak Álvaro Fillol Mark Cox             |
| 25 ottobre | Swiss Indoors 1977 Basilea, Svizzera 30 000 $ – Sintetico indoor – S32/D16 Singolare - Doppio          | Mark Cox Buster Mottram 7-5, 6-4, 6-3       | John Feaver John James           | Erik Van Dillen Jaime Fillol       | Heinz Günthardt Jeff Borowiak Álvaro Fillol Mark Cox             |
| 31 ottobre | Cologne Grand Prix 1977 Colonia, Germania 50 000 $ – Sintetico indoor – S32/D16 Singolare - Doppio     | Björn Borg 2-6 7-5 6-3                      | Wojciech Fibak                   | Balázs Taróczy Christopher Mottram | Billy Martin Sandy Mayer Tenny Svensson Hans Kary                |
| 31 ottobre | Cologne Grand Prix 1977 Colonia, Germania 50 000 $ – Sintetico indoor – S32/D16 Singolare - Doppio     | Bob Hewitt Frew McMillan 6–3, 7–5           | Fred McNair Sherwood Stewart     | Balázs Taróczy Christopher Mottram | Billy Martin Sandy Mayer Tenny Svensson Hans Kary                |
| 31 ottobre | Japan Open Tennis Championships 1977 Tokyo, Giappone Terra rossa – S64/D32 Singolare - Doppio          | Manuel Orantes 6-2 6-1                      | Kim Warwick                      | Harold Solomon Tim Gullikson       | Colin Dibley Stan Smith Roscoe Tanner Vladimír Zedník            |
| 31 ottobre | Japan Open Tennis Championships 1977 Tokyo, Giappone Terra rossa – S64/D32 Singolare - Doppio          | Geoff Masters Kim Warwick 6-2, 7-6          | Colin Dibley Chris Kachel        | Harold Solomon Tim Gullikson       | Colin Dibley Stan Smith Roscoe Tanner Vladimír Zedník            |
| 31 ottobre | Paris Open 1977 Parigi, Francia 50 000 $ – Cemento – S32/D16 Singolare - Doppio                        | Corrado Barazzutti 7–6, 7–6, 6–7, 3–6, 6–4  | Brian Gottfried                  | Mark Cox Jeff Borowiak             | Bob Lutz Pierre Barthes Chris Sylvan Byron Bertram               |
| 31 ottobre | Paris Open 1977 Parigi, Francia 50 000 $ – Cemento – S32/D16 Singolare - Doppio                        | Brian Gottfried Raúl Ramírez 6–2, 6–0       | Jeff Borowiak Roger Taylor       | Mark Cox Jeff Borowiak             | Bob Lutz Pierre Barthes Chris Sylvan Byron Bertram               |

### Novembre
| Settimana   | Torneo | Vincitore                                   | Finalista                    | Semifinalisti                   | Eliminati ai quarti                                             |
| ----------- | --- | ------------------------------------------- | ---------------------------- | ------------------------------- | --------------------------------------------------------------- |
| 6 novembre  | Stockholm Open 1977 Stoccolma, Svezia 150 000 $ – Cemento indoor – S64/D32 Singolare - Doppio                            | Sandy Mayer 6-2 6-4                         | Raymond Moore                | Stan Smith Wojciech Fibak       | Harold Solomon George Hardie Kjell Johansson Brian Teacher      |
| 6 novembre  | Stockholm Open 1977 Stoccolma, Svezia 150 000 $ – Cemento indoor – S64/D32 Singolare - Doppio                            | Tom Okker Wojciech Fibak 6–3, 6–3           | Brian Gottfried Raúl Ramírez | Stan Smith Wojciech Fibak       | Harold Solomon George Hardie Kjell Johansson Brian Teacher      |
| 7 novembre  | International Tennis Championships of Colombia 1977 Bogotà, Colombia 50 000 $ – Terra rossa – S32/D16 Singolare - Doppio | Guillermo Vilas 6-1 6-2 6-3                 | José Higueras                | Víctor Pecci Carlos Kirmayr     | Ramiro Benavides Hans Gildemeister Mike Fishbach Patrick Proisy |
| 7 novembre  | International Tennis Championships of Colombia 1977 Bogotà, Colombia 50 000 $ – Terra rossa – S32/D16 Singolare - Doppio | Hans Gildemeister Belus Prajoux 6–4, 6–2    | Jorge Andrew Carlos Kirmayr  | Víctor Pecci Carlos Kirmayr     | Ramiro Benavides Hans Gildemeister Mike Fishbach Patrick Proisy |
| 7 novembre  | Hong Kong Open 1977 Hong Kong, Hong Kong 75 000 $ – Cemento – S32/D16 Singolare - Doppio                                 | Ken Rosewall 6-3, 5-7, 6-4, 6-4             | Tom Gorman                   | Karl Meiler Pat Du Pré          | Nick Saviano Mike Cahill Allan Stone Dick Stockton              |
| 7 novembre  | Hong Kong Open 1977 Hong Kong, Hong Kong 75 000 $ – Cemento – S32/D16 Singolare - Doppio                                 | Syd Ball Kim Warwick 7–6, 6–3               | Marty Riessen Roscoe Tanner  | Karl Meiler Pat Du Pré          | Nick Saviano Mike Cahill Allan Stone Dick Stockton              |
| 14 novembre | Philippine International 1977 Manila, Filippine 75 000 $ – Cemento – S32/D16 Singolare - Doppio                          | Karl Meiler Walkover                        | Manuel Orantes               | Dick Crealy Geoff Masters       | Louk Sanders Tim Wilkison Tom Gullikson Tim Gullikson           |
| 14 novembre | Philippine International 1977 Manila, Filippine 75 000 $ – Cemento – S32/D16 Singolare - Doppio                          | Chris Kachel John Marks 4–6, 6–0, 7–6       | Mike Cahill Terry Moor       | Dick Crealy Geoff Masters       | Louk Sanders Tim Wilkison Tom Gullikson Tim Gullikson           |
| 14 novembre | Santiago Open 1977 Santiago, Cile 50 000 $ – Terra rossa – S32/D16 Singolare - Doppio                                    | Guillermo Vilas 6-0 2-6 6-4                 | Jaime Fillol                 | Ricardo Ycaza Víctor Pecci      | Gene Mayer Alvaro Betancur Patricio Cornejo Belus Prajoux       |
| 14 novembre | Santiago Open 1977 Santiago, Cile 50 000 $ – Terra rossa – S32/D16 Singolare - Doppio                                    | Patricio Cornejo Jaime Fillol 5–7, 6–1, 6–1 | Henry Bunis Paul McNamee     | Ricardo Ycaza Víctor Pecci      | Gene Mayer Alvaro Betancur Patricio Cornejo Belus Prajoux       |
| 14 novembre | Wembley Championship 1977 Wembley, Gran Bretagna 125 000 $ – Sintetico indoor – S32/D16 Singolare - Doppio               | Björn Borg 6-4 6-4 6-3                      | John Lloyd                   | Eddie Dibbs Raúl Ramírez        | Raymond Moore Wojciech Fibak Tom Okker Brian Gottfried          |
| 14 novembre | Wembley Championship 1977 Wembley, Gran Bretagna 125 000 $ – Sintetico indoor – S32/D16 Singolare - Doppio               | Sandy Mayer Frew McMillan 6-3, 7-6          | Brian Gottfried Raúl Ramírez | Eddie Dibbs Raúl Ramírez        | Raymond Moore Wojciech Fibak Tom Okker Brian Gottfried          |
| 21 novembre | ATP Buenos Aires novembre 1977 Buenos Aires, Argentina 75 000 $ – Terra rossa – S32/D16 Singolare - Doppio               | Guillermo Vilas 6-2 7-5 3-6                 | Jaime Fillol                 | Hans Gildemeister Víctor Pecci  | Belus Prajoux Mike Fishbach Gene Mayer Patricio Cornejo         |
| 21 novembre | ATP Buenos Aires novembre 1977 Buenos Aires, Argentina 75 000 $ – Terra rossa – S32/D16 Singolare - Doppio               | Ion Țiriac Guillermo Vilas 6-4, 6-0         | Ricardo Cano Antonio Muñoz   | Hans Gildemeister Víctor Pecci  | Belus Prajoux Mike Fishbach Gene Mayer Patricio Cornejo         |
| 21 novembre | Masaveu of Asturies 1977 Oviedo, Spagna 100 000 $ – Cemento – S64/D32 Singolare - Doppio                                 | Eddie Dibbs 6-4 6-1                         | Raúl Ramírez                 | Peter Fleming Jan Kodeš         | Sherwood Stewart Jiří Granát Mark Cox Fred McNair               |
| 21 novembre | Masaveu of Asturies 1977 Oviedo, Spagna 100 000 $ – Cemento – S64/D32 Singolare - Doppio                                 | Fred McNair Sherwood Stewart 6-3, 6-1       | Jan Kodeš Raúl Ramírez       | Peter Fleming Jan Kodeš         | Sherwood Stewart Jiří Granát Mark Cox Fred McNair               |
| 21 novembre | ATP Taipei 1977 Taipei, Taiwan 50 000 $ – Sintetico indoor – S32/D16 Singolare - Doppio                                  | Tim Gullikson 6-7 7-5 7-6                   | Ismail El Shafei             | Geoff Masters Richard Lewis     | Terry Moor John Whitlinger Karl Meiler Steve Docherty           |
| 21 novembre | ATP Taipei 1977 Taipei, Taiwan 50 000 $ – Sintetico indoor – S32/D16 Singolare - Doppio                                  | Chris Delaney Pat Du Pré 7-6, 7-6           | Steve Docherty Tom Gorman    | Geoff Masters Richard Lewis     | Terry Moor John Whitlinger Karl Meiler Steve Docherty           |
| 28 novembre | South African Open 1977 Johannesburg, Sudafrica 150 000 $ – Cemento – S32/D16 Singolare - Doppio                         | Guillermo Vilas 7-6 6-3 6-4                 | Christopher Mottram          | Stan Smith Frew McMillan        | Peter Fleming Danny Sullivan Sherwood Stewart Eddie Dibbs       |
| 28 novembre | South African Open 1977 Johannesburg, Sudafrica 150 000 $ – Cemento – S32/D16 Singolare - Doppio                         | Robert Lutz Stan Smith 6-3, 7-5, 6-7, 7-6   | Peter Fleming Raymond Moore  | Stan Smith Frew McMillan        | Peter Fleming Danny Sullivan Sherwood Stewart Eddie Dibbs       |
| 28 novembre | Indian Open 1977 Calcutta, India 50 000 $ – Terra rossa – S32/D16 Singolare - Doppio                                     | Vijay Amritraj 7-6 6-4                      | Terry Moor                   | Tom Gullikson Christophe Freyss | Anand Amritraj Richard Lewis Mike Cahill John Feaver            |
| 28 novembre | Indian Open 1977 Calcutta, India 50 000 $ – Terra rossa – S32/D16 Singolare - Doppio                                     | Mike Cahill Terry Moor 6–7, 6–4, 6–4        | Marcelo Lara Jasjit Singh    | Tom Gullikson Christophe Freyss | Anand Amritraj Richard Lewis Mike Cahill John Feaver            |

### Dicembre
| Settimana   | Torneo | Vincitore                                | Finalista                                   | Semifinalisti                  | Eliminati ai quarti                                              |
| ----------- | --- | ---------------------------------------- | ------------------------------------------- | ------------------------------ | ---------------------------------------------------------------- |
| 5 dicembre  | South Australian Open dicembre 1977 Adelaide, Australia 100 000 $ – Erba – S64/D32 Singolare - Doppio          | Tim Gullikson 3-6 6-4 3-6 6-2 6-4        | Chris Lewis                                 | Kim Warwick Tom Gorman         | Bill Scanlon Phil Dent John Alexander Allan Stone                |
| 5 dicembre  | South Australian Open dicembre 1977 Adelaide, Australia 100 000 $ – Erba – S64/D32 Singolare - Doppio          | Cliff Letcher Dick Stockton 6–3, 6–4     | Syd Ball Kim Warwick                        | Kim Warwick Tom Gorman         | Bill Scanlon Phil Dent John Alexander Allan Stone                |
| 12 dicembre | New South Wales Open 1977 Sydney, Australia 175 000 $ – Erba – S64/D32 Singolare - Doppio                      | Roscoe Tanner 6-3 3-6 6-3 6-7 6-3        | Brian Teacher                               | Vitas Gerulaitis Cliff Letcher | Phil Dent Bill Scanlon Colin Dibley Butch Walts                  |
| 12 dicembre | New South Wales Open 1977 Sydney, Australia 175 000 $ – Erba – S64/D32 Singolare - Doppio                      | Phil Dent John Alexander 7-6, 2-6, 6-3   | Allan Stone Ray Ruffels                     | Vitas Gerulaitis Cliff Letcher | Phil Dent Bill Scanlon Colin Dibley Butch Walts                  |
| 19 dicembre | Australian Open 1977 (dicembre) Melbourne, Australia Grande Slam 200 000 $ – Erba – 64S/32D Singolare - Doppio | Vitas Gerulaitis 6–3, 7–6, 5–7, 3–6, 6–2 | John Lloyd                                  | John Alexander Bob Giltinan    | Ray Ruffels Ken Rosewall John Newcombe Robin Drysdale            |
| 19 dicembre | Australian Open 1977 (dicembre) Melbourne, Australia Grande Slam 200 000 $ – Erba – 64S/32D Singolare - Doppio | Ray Ruffels Allan Stone 7–6, 7–6         | John Alexander Phil Dent                    | John Alexander Bob Giltinan    | Ray Ruffels Ken Rosewall John Newcombe Robin Drysdale            |
| 29 dicembre | Zurich Grand Prix 1977 Zurigo, Svizzera 25 000 $ - Cemento - 32S/16D Singolare - Doppio                        | Jan Norback 7-5, 6-2                     | Jacek Niedzwiedzki                          | Nikola Spear Frank Gebert      | Juan Ignacio Muntañola Bernard Mignot Éric Deblicker Jiří Granát |
| 29 dicembre | Zurich Grand Prix 1977 Zurigo, Svizzera 25 000 $ - Cemento - 32S/16D Singolare - Doppio                        | Reinhart Probst Nikola Pilić 6-3, 6-1    | Patrice Hagelauer Christophe Roger-Vasselin | Nikola Spear Frank Gebert      | Juan Ignacio Muntañola Bernard Mignot Éric Deblicker Jiří Granát |

### Gennaio 1978
| Settimana | Torneo | Vincitore                              | Finalista           | Semifinalisti                   | Eliminati ai quarti                                   |
| --------- | --- | -------------------------------------- | ------------------- | ------------------------------- | ----------------------------------------------------- |
| 4 gennaio | Colgate-Palmolive Masters 1977 New York, Stati Uniti 400 000 $ – Sintetico indoor – S8/D4 Singolare - Doppio | Jimmy Connors 6-4 1-6 6-4              | Björn Borg          | Guillermo Vilas Brian Gottfried | Roscoe Tanner Raúl Ramírez Manuel Orantes Eddie Dibbs |
| 4 gennaio | Colgate-Palmolive Masters 1977 New York, Stati Uniti 400 000 $ – Sintetico indoor – S8/D4 Singolare - Doppio | Bob Hewitt Frew McMillan 7–5, 7–6, 6–3 | Bob Lutz Stan Smith | Guillermo Vilas Brian Gottfried | Roscoe Tanner Raúl Ramírez Manuel Orantes Eddie Dibbs |

## Distribuzione punti
| Categoria   | V   | F   | SF | QF | R16 | R32 | R64 | R128 |
| Grande Slam | 140 | 105 | 70 | 35 | 20  | 10  | 5   | 1    |
| Six-star    | 120 | 90  | 60 | 30 | 15  | 7   | 1   | -    |
| Five-star   | 100 | 75  | 50 | 25 | 12  | 6   | 1   | -    |
| Four-star   | 80  | 60  | 40 | 20 | 10  | 5   | 1   | -    |
| Three-star  | 60  | 45  | 30 | 15 | 7   | 3   | 1   | -    |
| Two-star    | 40  | 30  | 20 | 10 | 5   | 1   | −   |      |
| One-star    | 20  | 15  | 10 | 5  | 3   | 1   | −   |      |